# Ludfordiense
| Era Eratema | Periodo Sistema | Época Serie              | Edad Piso                    | Inicio, en millones de años |
| ----------- | --------------- | ------------------------ | ---------------------------- | --------------------------- |
| Paleozoico  | Pérmico         | Pérmico                  | Pérmico                      | 298,9±0,15                  |
| Paleozoico  | Carbonífero     | Carbonífero              | Carbonífero                  | 358,86±0,19                 |
| Paleozoico  | Devónico        | Devónico                 | Devónico                     | 419,62±1,36                 |
| Paleozoico  | Silúrico        | Prídoli Pridoliano       | Prídoli Pridoliano           | 422,7±1,6                   |
| Paleozoico  | Silúrico        | Ludlow Ludloviano        | Ludfordiense Ludfordiano     | 425,0±1,5                   |
| Paleozoico  | Silúrico        | Ludlow Ludloviano        | Gorstiense Gorstiano         | 426,7±1,5                   |
| Paleozoico  | Silúrico        | Wenlock Wenlockiano      | Homeriense Homeriano         | 430,6±1,3                   |
| Paleozoico  | Silúrico        | Wenlock Wenlockiano      | Sheinwoodiense Sheinwoodiano | 432,9±1,2                   |
| Paleozoico  | Silúrico        | Llandovery Llandoveriano | Telychiense Telychiano       | 438,6±1,0                   |
| Paleozoico  | Silúrico        | Llandovery Llandoveriano | Aeroniense Aeroniano         | 440,5±1,0                   |
| Paleozoico  | Silúrico        | Llandovery Llandoveriano | Rhuddaniense Rhuddaniano     | 443,1±0,9                   |
| Paleozoico  | Ordovícico      | Ordovícico               | Ordovícico                   | 486,8 ±1,5                  |
| Paleozoico  | Cámbrico        | Cámbrico                 | Cámbrico                     | 538,8±0,6                   |

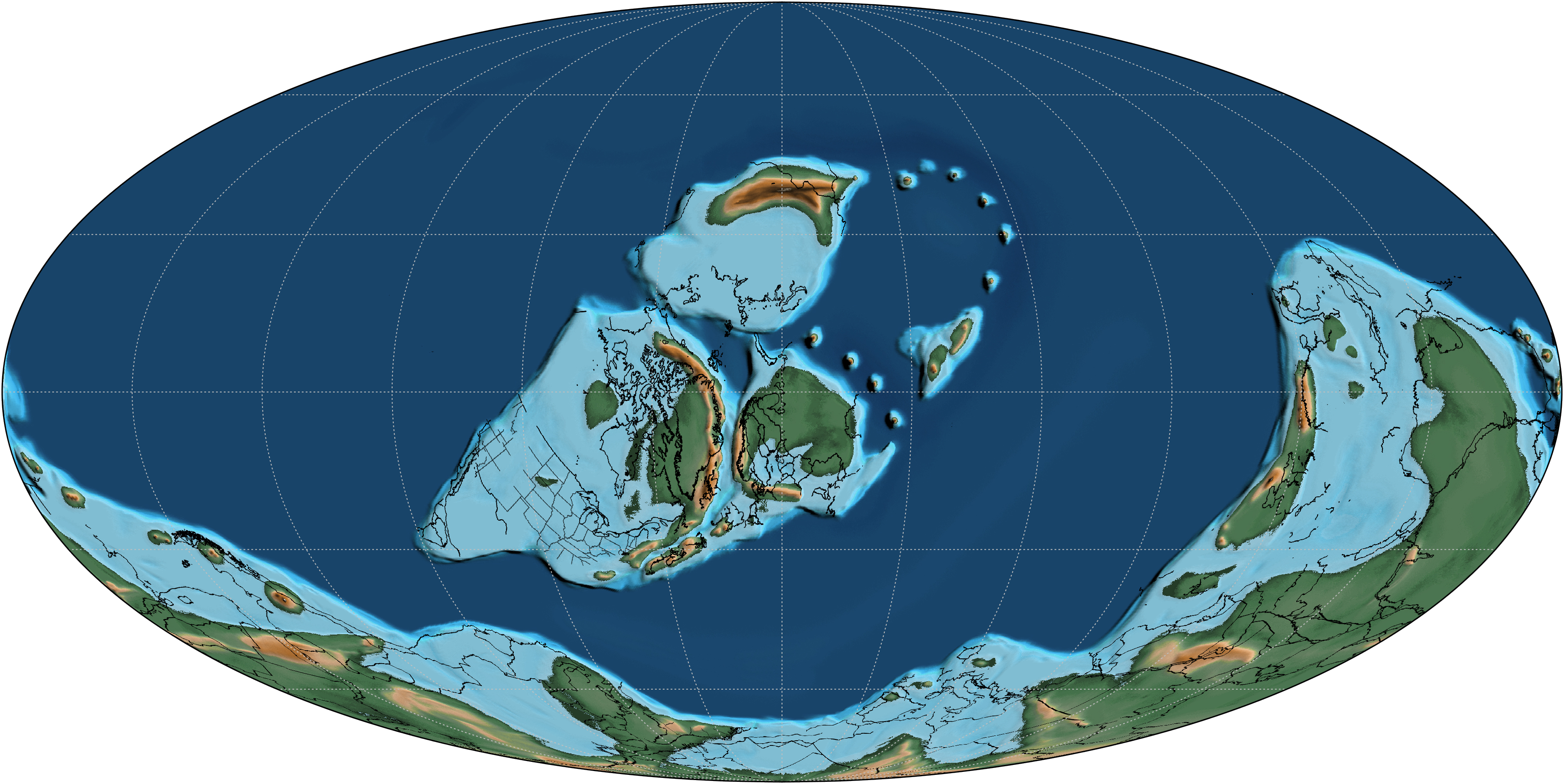
Paleogeografía de la Tierra al inicio del Ludfordiense, hace 425 Ma.

El Ludfordiense o Ludfordiano es el segundo y último piso y edad del Ludlow (tercera serie y época del Silúrico) en la escala temporal geológica. Sucede al Gorstiense y precede al Prídoli. Se inició hace unos 425,0 millones de años y terminó hace unos 422,7 millones de años.
Durante el Ludfordiense aparecen los primeros Antiarchi (peces placodermos, los primeros vertebrados con mandíbula)
El Ludfordiense se introdujo en la literatura científica por los geólogos y paleontólogos británicos Charles H. Holland y colaboradores en 1980. El nombre procede tanto del bosque de Ludford como del puente Ludford, sobre el río Teme, ambos al sur de la ciudad de Ludlow, en el condado de Shropshire (Reino Unido).

## Sección estratotipo y punto de límite global (GSSP)
La sección estratotipo y punto de límite global (GSSP) para la base del piso Ludfordiense está en la cantera de Sunnyhill, próxima a la ciudad de Ludlow, en el condado de Shropshire (Reino Unido). Se caracteriza por la primera aparición del graptolito Saetograptus leintwardinensis leintwardinensis. El piso y el GSSP fueron aprobados por la Comisión Internacional de Estratigrafía y ratificados posteriormente por la Unión Internacional de Ciencias Geológicas en 1980.
El techo del Ludfordiense se define por el GSSP de la base del Prídoli, que se caracteriza por la primera aparición de la especie de graptolito Monograptus parultimus.